# 恰拉普尔
恰拉普尔（Carapur），是印度果阿邦North Goa县的一个城镇。总人口5334（2001年）。

## 人口
该地2001年总人口5334人，其中男性2676人，女性2658人；0—6岁人口611人，其中男314人，女297人；识字率76.45%，其中男性为83.45%，女性为69.41%。